# 下七結橋
臺鐵局下七結橋是中華民國（臺灣）宜蘭縣礁溪鄉三民村的一座鐵路橋樑，位於宜蘭線鐵路礁溪車站與四城車站間，跨越得子口溪（七結一帶的北河道），現役橋梁於1985年在舊橋原址重建。

## 沿革

### 日治時期
宜蘭線鐵路於1917年動工興建，工程分別從路線的南（蘇澳）、北（八堵）兩端向中間施築，在跨越得子口溪（七結一帶的北河道）之處架設本橋，原名第二七結橋，初期為木造橋梁，長度不明。1919年11月15日，包含本橋在內的礁溪至宜蘭路段通車，全區間單線鐵路。
俟後，宜蘭線於1924年12月1日全線通車，本橋在1938年更名為下七結橋。

### 中華民國時期
單線的宜蘭線通車60年後，至1979年北迴線鐵路通車前，宜蘭線即將成為銜接縱貫線及北迴線的重要幹線鐵路，路線需求將大幅增加，預估原單線鐵路會不敷使用，因此臺灣鐵路管理局自1980年7月起進行「宜蘭線鐵路擴建工程」，改建全線為雙線鐵路（已完成雙線路段者除外）。
本橋位在礁溪站與四城站間，該區間雙軌工程於1985年6月21日通車，擴建後的新橋為3孔16.6公尺丁字梁橋，跨越得子口溪靠近七結一帶的北河道，於舊橋既有位置重建，目前使用中，擴建期間以下游側一旁的臨時軌便橋維持行車。

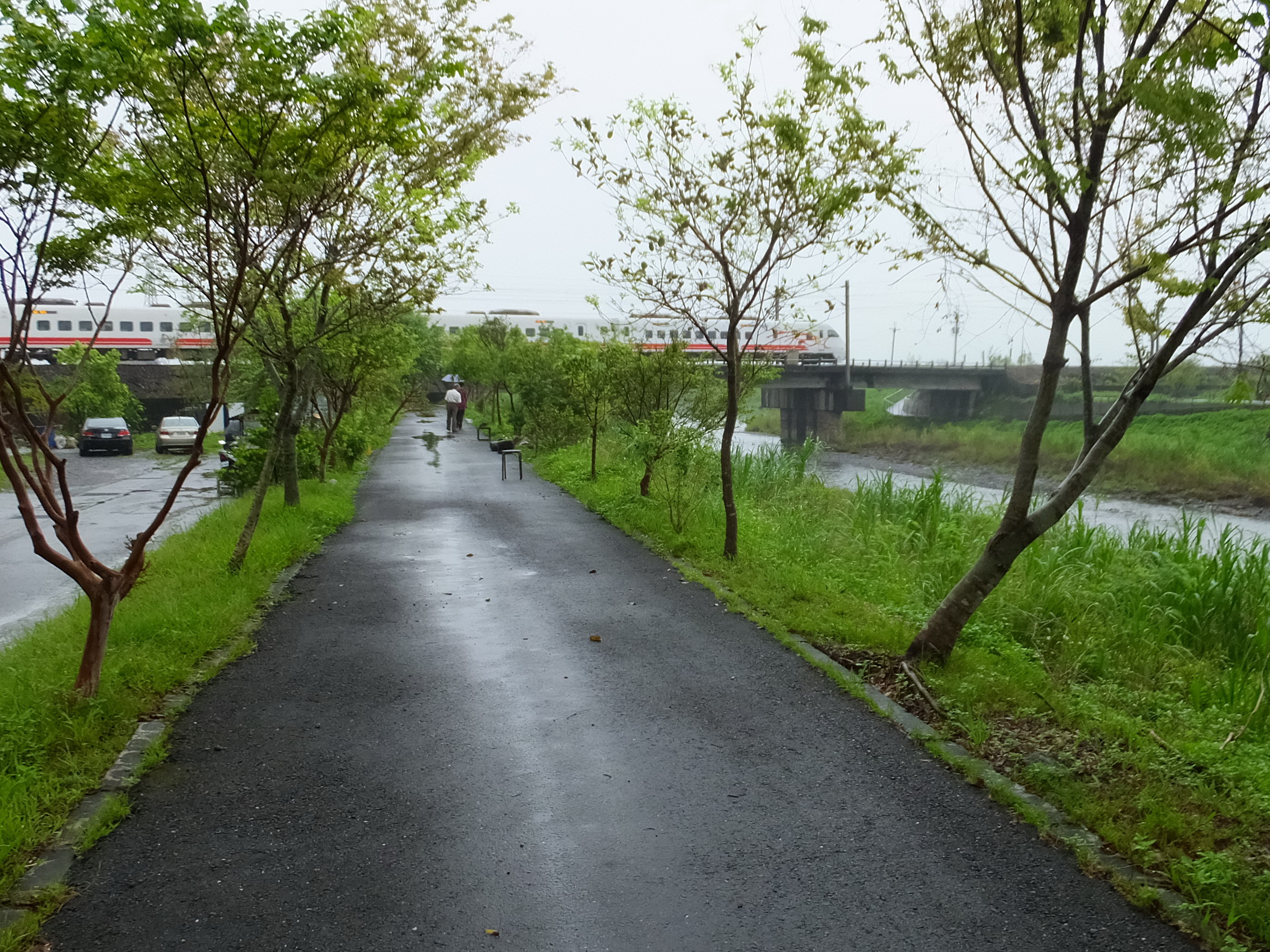
遠眺宜蘭線「下七結橋」（作者：lienyuan lee）

#### 電氣化
宜蘭線電氣化工程自1991年7月1日開工，分為八堵～羅東間與羅東～蘇澳間兩階段施工。本橋電氣化屬第一階段八堵～羅東間範疇，於2000年5月3日正式通電營運。